# Pontalina
Pontalina é um município brasileiro do estado de Goiás, pela bacia do Rio Paranaíba, com uma população estimada de 18.843 habitantes em 2022, segundo dados do Instituto Brasileiro de Geografia e Estatística (IBGE). O município abrange uma área total de 1.437 km², resultando em uma densidade demográfica de 12,48 habitantes por quilômetro quadrado. Tem 15.026 eleitores, um PIB per capita de R$ 15.080.034,64 e destaca-se como um importante polo de moda íntima do Estado de Goiás.

## História

### A origem do povoado
Antes da chegada dos geralistas, a região onde hoje é Pontalina era habitada pelos indígenas Caiapós, chamados assim por seus inimigos Tupis. Os Caiapós lutaram bravamente contra os lusos-brasileiros, principalmente ao longo do período setecentista, para proteger seu território, conhecido como Sertão do Gentio Cayapó.
Na segunda parte do setecentista, o ponto principal de irradiação populacional que ocupou o extremo oeste da bacia do Paranaíba, que abrange o sul e sudoeste goiano e o Triângulo Mineiro, situava-se a sudeste da província de Goyaz, ao longo da rota que conduzia às minas de Goiás. Nessa região, as províncias de Goiás, Minas Gerais e São Paulo se encontravam sem uma delimitação precisa dos limites entre elas. Para apoiar a defesa contra os ataques dos indígenas cayapó (gentio/não manso) aos viajantes deste caminho, aldearam indígenas mansos (os Araxás, por exemplo), aliados dos mineradores, na tentativa de conter os ataques cayapó ao longo dessa estrada.
Ao mesmo tempo, comunidades quilombolas — com destaque para o Quilombo do Ambrósio - estabeleceram-se nas imediações dessa zona fronteiriça, o que resultou em vários conflitos entre mineiros luso-brasileiros, indígenas (gentis e aldeados) e quilombolas.

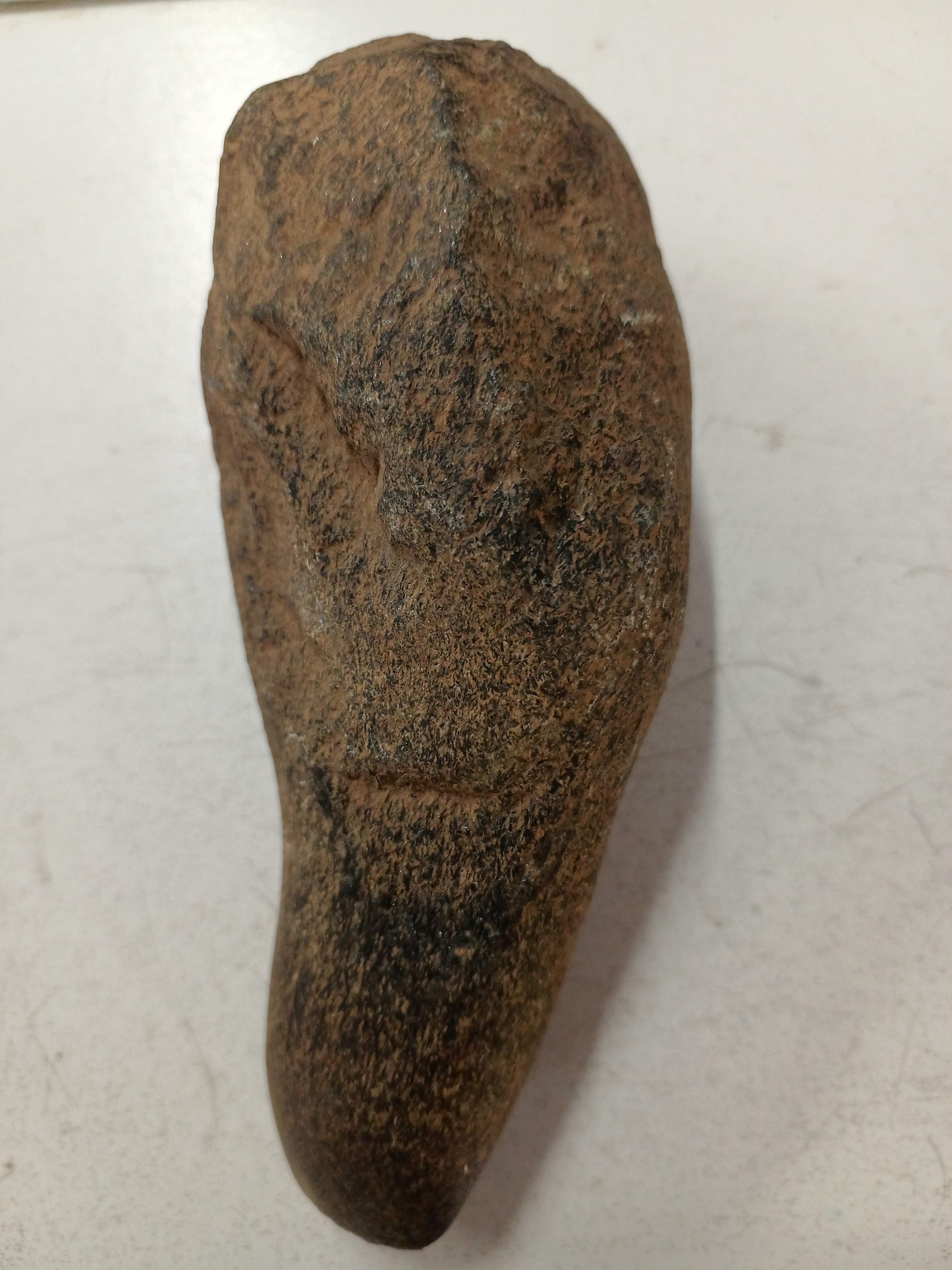
Ferramenta de pedra indígena (Pedra de Raio) achada por fazendeiro, na cabeceira do Ribeirão Mateiro, próximo à cidade de Pontalina.

Nesse período pela bacia do Paranaíba, as disputas indígenas tinham como objetivo principal a expulsão de ameaças de seus territórios. Paralelamente, os mineradores enfrentavam o esgotamento das jazidas de ouro, o que os obrigava a buscar novas áreas de exploração ou a abandonar essa atividade. Durante o mesmo período, as comunidades quilombolas travavam batalhas pela preservação do sonho de liberdade, ações que impactavam negativamente a arrecadação fiscal e comprometiam o controle regional exercido pela Coroa. Como resposta, foram organizadas expedições para reforçar a autoridade nessa fronteira, resultando em intensos conflitos e um elevado número de mortes. Posteriormente, com o domínio completo da área, o sistema pecuarista começou a se consolidar, impulsionado pelo esgotamento das terras agrícolas no centro da província de Minas, o que deslocou mais habitantes para essas regiões de fronteira.
Isso perdurou até as últimas décadas setecentistas, quando a região foi dominada por geralistas e, a partir de 1800, o processo de povoamento se intensificou, resultando no surgimento de vários lugarejos pela bacia que, em poucos anos, construíram capelas e se transformaram em curatos, e, mais tarde, em arraiais. Nesse contexto, ocorreu a transferência de parte das terras do Sertão do Gentio Cayapó, de Goiás para Minas Gerais, que passaram a ser chamadas de Sertão da Farinha Podre.
Em complemento, em 1822, o país se torna independente, o que libera as terras da Coroa para tomada. Todos esses eventos facilitaram a rápida ocupação da região. Na extremidade desse sertão, Uberaba emergiu, herdando a população do antigo Arraial do Desemboque.
Pelo sul goiano, passa a surgir vários lugarejos que - ao serem convertidos em curato - incorporam nomes de santos a seus topônimos. Pelo fato, os ranchos de oração foram transformados em capelas. Em 1813, por exemplo, o povoado de Campininha das Flores, tornou-se Patrimônio de Nossa Senhora da Conceição das Campinas, hoje um bairro de Goiânia. Em 1835, o povoado do Alemão converte-se em São Sebastião das Palmeiras do Alemão, hoje a cidade de Palmeiras de Goiás. Com Pontalina, não foi diferente: o lugarejo do Pontal foi elevado a curato sob a denominação de Patrimônio de Santa Rita do Pontal em 3 de maio de 1841.
É possível notar que o lugarejo do Pontal possui uma história muito mais longa do que a que se celebra atualmente, considerando sua emancipação em 31 de outubro de 1938, marcada como o aniversário da cidade. Sua trajetória abrange, na verdade, mais de 190 anos de ocupação regional, refletindo um passado que vai muito além de sua formalização como município.

### Chegada dos primeiros geralistas ao Pontal
As primeiras famílias de geralistas — imagina-se que tenha sido aproximadamente sete — a se estabelecerem na circunferência do Pontal, onde mais tarde surgiria Pontalina, vieram principalmente do Alto Paranaíba (Brumado do Salitre, atual Patrocínio) e região central do Farinha Podre (Berabinha - atual Uberlândia), atraídos pela disponibilidade de terras férteis para a pecuária. Essa ocupação se deu na forma de expropriação fundiária de terras indígenas espontânea e sem registros formais, aproveitando a instabilidade política e legislativa no Brasil após a independência em 1822.

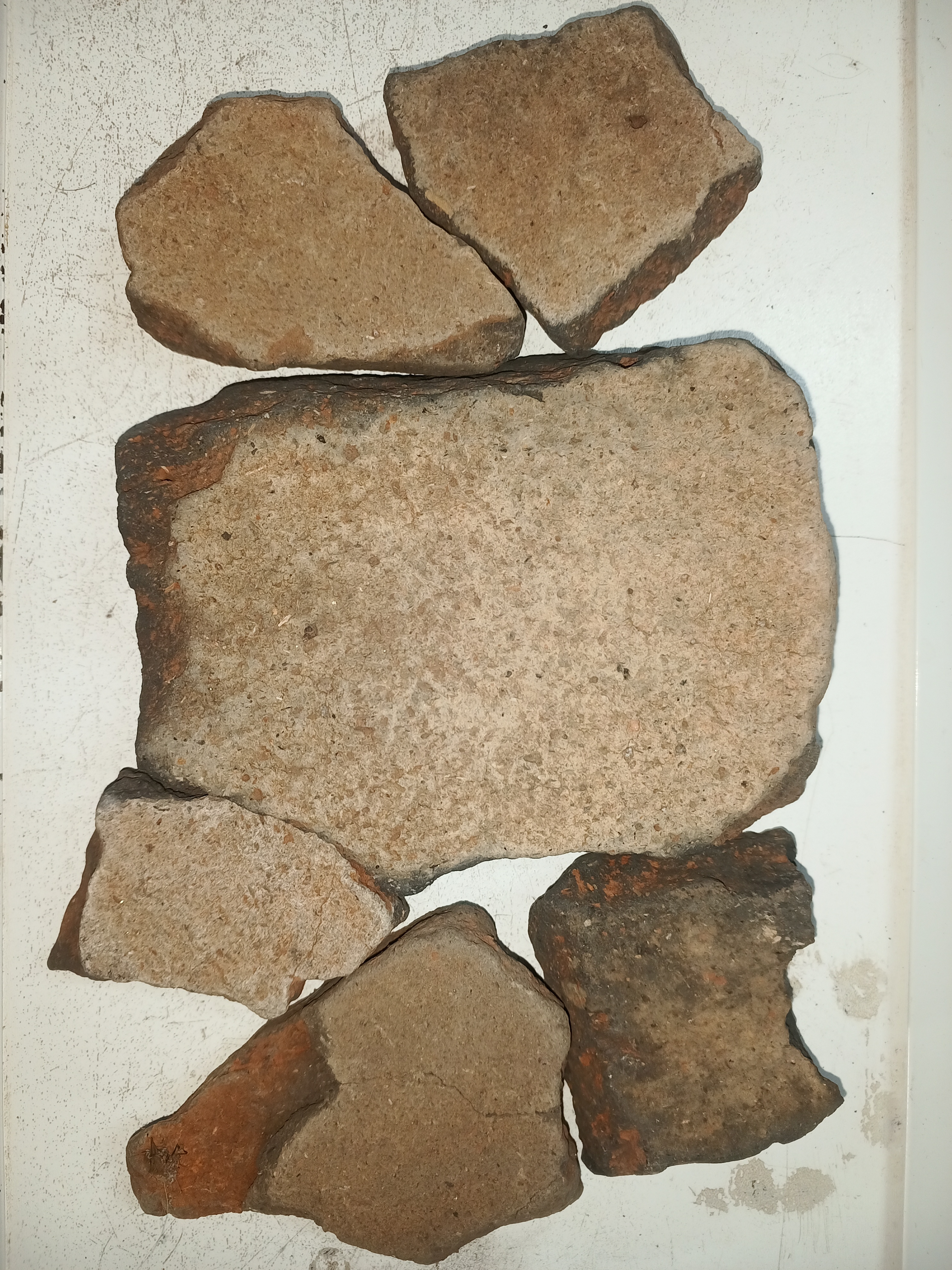
Fragmentos de cerâmica indígena - provavelmente cayapó -encontrados por agricultores na zona circunvizinha do Pontal, no entorno de Pontalina.

Justiniano José Machado foi o primeiro geralista a se estabelecer na região do Pontal, nas proximidades da foz do Ribeirão Mateiro, nos últimos anos da década de 1820. Nativo da região de Patrocínio, deve ter nascido no acender das luzes oitocentistas. Há indícios de que ele seja, se não filho, parente próximo de João Ferreira Machado e Vitória Maria da Conceição, um casal que possuía terras na região do lugarejo do Brumado. Justiniano chegou à região do Pontal ainda solteiro, provavelmente através de alguma expedição sertanista de reconhecimento, prática comum naquele período em toda região do Paranaíba durante a seca, e estabeleceu-se em um local estratégico com floresta menos densa e acesso à água. Ao instalar-se, ele construiu um rancho, o que marcava a posse da terra na região, e posteriormente voltou para buscar Felicidade Alves de Rezende, sua então futura esposa.
Felicidade Alves de Rezende, natural da região de Berabinha, era provavelmente filha ou parente próxima de José Alves de Rezende e Antônia Rosa da Costa, que se estabeleceram naquela região por volta de 1816. Ela deve ter nascido logo após a chegada de sua família à região do Berabinha e se casado muito jovem com Justiniano, seguindo para o Pontal logo após o matrimônio. Segundo o historiador Antônio Henrique Rosa, o registro post-mortem do casal não detalha as circunstâncias em que se conheceram ou se eram aparentados.
A nova família se instalou definitivamente na região por volta do ano de 1830. Essa chegada ao Pontal insere-se no contexto mais amplo de ocupação de terras indígenas devolutas da bacia. As primeiras famílias que chegaram a partir de 1822, como os Machado, não registraram suas propriedades oficialmente, algo comum após o fim do sistema de sesmarias. A regularização das terras apenas foi realizada muito posteriormente ao falecimento dos primeiros ocupantes.
Não seria um erro acreditar que a escolha do local para o aglomerado de ranchos no Pontal tenha se dado por conta de antigas coivaras ou aldeia indígena abandonada, que ofereciam áreas já desmatadas e facilitava a vida das primeiras famílias. A convergência de cursos d'água na região, formando um "pontal", tornava o local estratégico para o acesso e uso dos recursos hídricos. A constatação da presença indígena, provavelmente dos Cayapó, é corroborada pela facilidade de encontrar vestígios arqueológicos, como ferramentas de pedra e fragmentos cerâmicos encontrados na periferia da atual Pontalina. Esses achados indicam que a área já era povoada muitos anos antes dos geralistas chegarem.

#### Primeiras habitações geralistas e a evolução do rancho de oração

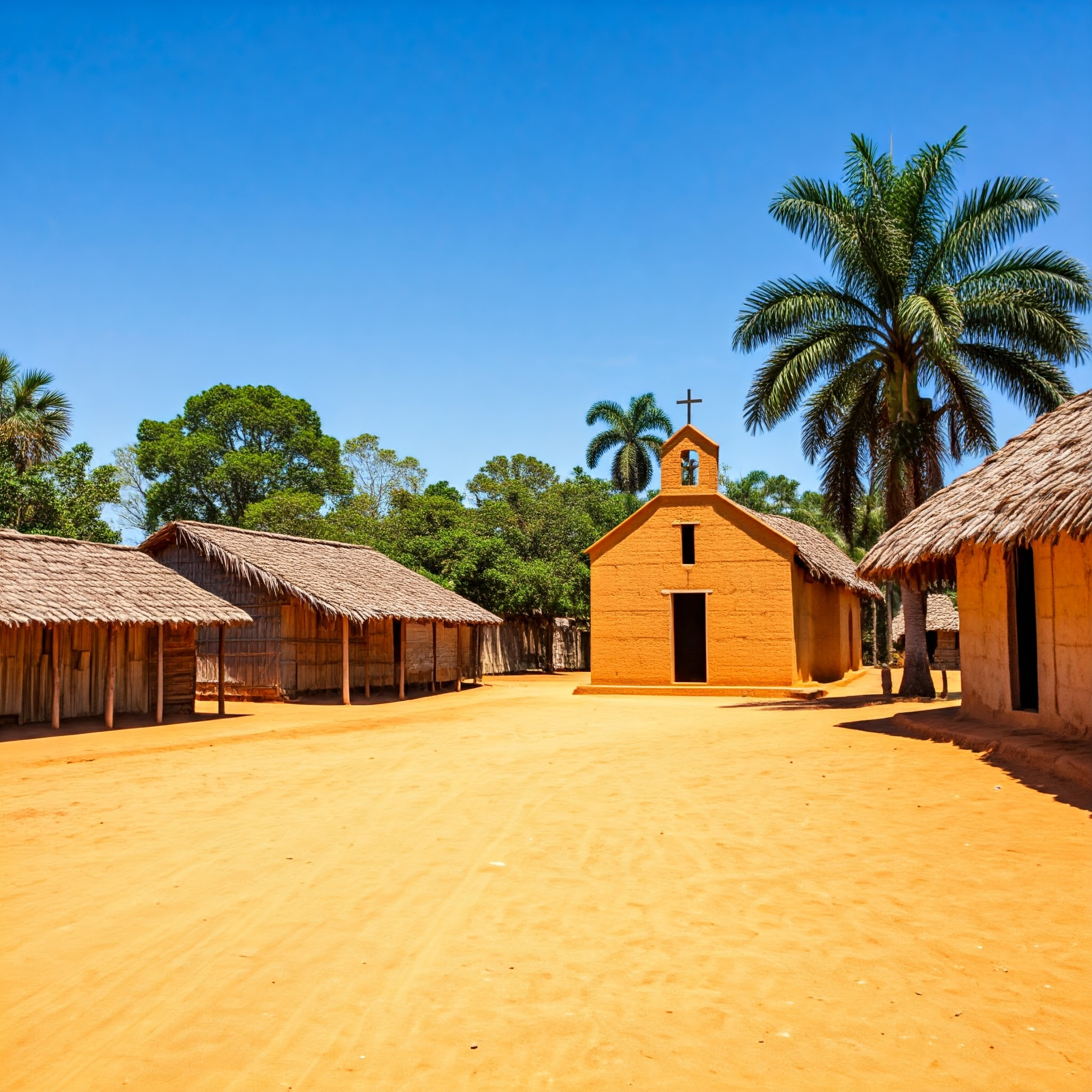
Exemplo de um lugarejo pela bacia do Paranaíba

Por toda bacia do Paranaíba, que abrange Goiás e Minas, o iniciar de um lugarejo ocorria com a escolha de um local propício, onde se instalavam amontoados de ranchos, habitações feitas de madeira e cobertas com palha de palmeira, geralmente um para cada fazendeiro da circunferência. Um desses ranchos era denominado de "rancho de oração", um rancho provisório que, posteriormente, através da doação do local à cúria e com a devida autorização da Igreja, era convertido em capela, o que colocava a comunidade no mapa.
Ao longo da década de 1830, foram chegando ao Pontal mais geralistas, que se instalaram em sua periferia. Por diante, cada fazendeiro novo buscava construir no lugarejo uma habitação para sua família. As primeiras moradias dessas famílias eram ranchos simples, construídos com madeira e cobertos com palha. Essas construções precárias refletiam a pobreza e as dificuldades enfrentadas pelos pioneiros do Pontal. A vida social e religiosa se concentravam no rancho de oração, o qual servia inicialmente para as celebrações religiosas, realizadas por padres itinerantes, e também como local de encontro da comunidade.
Em 3 de maio de 1841, dez anos após Justiniano José Machado e Felicidade Alves de Rezende se instalarem na localidade, com a doação de terras à cúria da Igreja Católica pelo casal, o rancho de oração foi substituído por uma capela de taipa de mão, consolidado a ocupação do lugar e o colocando sob a assistência religiosa de Campininha das Flores. O lugarejo passa, então, a ser denominado de Curato ou Patrimônio de Santa Rita do Pontal, vinculado a Bonfim (Silvânia). Essa doação consolida a posse das fazendas ocupadas pela região, através da lei do padroado, com a Igreja assumindo a administração dos povoados até sua emancipação.
No site da Matriz de Campinas, localizada em Goiânia, encontra-se uma relação de padres atuantes no período, que se acredita terem prestado assistência ao Patrimônio de Santa Rita do Pontal até este ser transferido para a jurisdição religiosa de Morrinhos. A lista inclui os seguintes sacerdotes: Padre Basílio Antônio de Santa Bárbara Almeida (1843-1856), Padre João Francisco Azevedo do Nascimento (1856-1871), Cônego José Olintho (1871-1874) e Padre Luiz Manoel dos Anjos (1874-1876).
A capela, inicialmente uma construção simples, passou por uma reconstrução em 1869, que a transformou na "igrejinha velha", demonstrando o esforço da comunidade em consolidar o patrimônio. A "igrejinha velha" se tornou, então, o centro da vida social e religiosa de Pontalina, até sua demolição em 1957, quando foi substituída pela atual Igreja Matriz Santa Rita de Cássia.

#### Economia de subsistência e inexpressividade no século XIX
A economia do Patrimônio de Santa Rita do Pontal em boa parte do século XIX era, como de muitos povoados da região, baseada na agricultura de subsistência e na criação de gado em pequena escala. O seu comércio era inexpressivo e as famílias produziam o que consumiam, com poucos excedentes para venda. Essa economia de subsistência, com pouco dinheiro em circulação, explica a ausência de registros sobre a escravidão em Pontalina. É provável que a mão de obra escrava fosse pouco utilizada devido ao alto custo de um escravizado e à baixa capacidade de investimento das famílias. A presença de ex-escravizados no arraial após a abolição sugere que a escravidão pode ter existido, mas em escala reduzida.
Durante essa fase, as antigas picadas deram lugar a novas redes viárias, transitadas por carros de boi, que conectavam os recém-criados lugarejos ou patrimônios a Uberaba, já na primeira década da segunda metade oitocentista. Isso também foi possível devido ao estabelecimento de relações comerciais envolvendo produtos essenciais, como gado, banha (manteiga de porco), charque (carne seca), açúcar mascavo (rapadura), aguardente (pinga) e outros gêneros alimentícios, além de sal, bebidas, artigos de armarinho, tecidos finos e perfumarias (ROSA, 2024, p. 33).
A construção de estradas conectando Uberaba a Morrinhos, e esta, a Palmeiras, colocou o Patrimônio de Santa Rita do Pontal no mapa — a partir de 1870 — o que representou um passo importante para integrar o povoado à economia regional. A partir de então Pontalina passou a ter maior acesso a produtos manufaturados e a comercializar sua produção, ainda que de forma limitada, como também, a receber novos moradores interessados em terras baratas.

#### Evolução política do Pontal
A tabela cronológica ilustra essa trajetória do lugarejo do Pontal ao longo do século XIX.
| Nº | Ano           | Evento |
| -- | ------------- | --- |
| 1  | 1826 - 1830 ? | Começo do apossamento territorial regional por geralistas vindos inicialmente da região alto Paranaíba (Patrocínio) e região central do Farinha Podre (Uberlândia). |
| 2  | 1830 - 1841 ? | Período que marca o iniciar do lugarejo do Pontal, com a construção de vários ranchos, com um sendo escolhido para ser a "Casa de Oração" (Rancho de Oração), que servia de local de encontro religioso e comunitário do lugarejo. |
| 3  | 1841          | Ano de doação das terras do lugarejo do Pontal a Cúria, com "Casa de Oração" sendo convertida em Capela de Santa Rita do Pontal. O rancho é substituído por uma capela de taipa de mão. Concomitantemente, o povoado recebeu a denominação oficial de Patrimônio de Santa Rita do Pontal. Esse ano marcou o assumir, pela igreja, do lugar, com este sendo vinculado a Bonfim (Silvânia).             |
| 4  | 1853          | Campinas é elevada a condição de freguesia, com sua capela sendo convertida em paróquia de Nossa Senhora da Conceição da Vila de Campininha das Flores (Campinas, hoje bairro de Goiânia) que, por sua vez, passou a fazer parte da circunscrição do distrito de Bonfim (Silvânia). Nisso, a capela de Santa Rita do Pontal passou a estar vinculada a essa assistência eclesiástica desta freguesia. |
| 5  | 1855          | Cria-se o distrito de Pouso Alto (Piracanjuba), pegando parte do distrito de Santa Cruz de Goiás e Bomfim. Na mesma data a igreja católica determina a criação da 31ª freguesia, surgindo a paróquia Nossa Senhora da Abadia. |
| 6  | 1857          | Bonfim é elevado à condição de cidade e seu município é criado a partir da divisão de Santa Cruz. |
| 7  | 1869          | Autorizam-se os moradores do Curato de Santa Rita do Pontal a reforma capela (construção da antiga igrejinha). No mesmo ano Pouso Alto (Piracanjuba) é elevado a condição de Município. |
| 8  | 1871          | Cria-se o município de Vila Bela de Morrinhos ou, segundo outros documentos, Vila Bela de Nossa Senhora do Carmo de Morrinhos, com território desmembrado do município de Pouso Alto (Piracanjuba). |
| 9  | 1874          | A assistência religiosa do curato de Santa Rita do Pontal passa a freguesia de Vila Bela de Morrinhos, desanexando-se de Campinas, que no período estava sob a responsabilidade do Cônego vigário de Pouso Alto (Piracanjuba). |
| 10 | 1875          | Tentativa de elevar o Patrimônio do Pontal à condição de Vila (Arraial), o que significaria a elevação da capela a paróquia, todavia, a elevação não foi efetivada, e a Capela de Santa Rita, continuo com essa designação (o que sugere que o local ainda não possuía 60 habitações, contudo estava bem próximo desse número).                                                                       |
| 11 | 1875          | Cria-se o Distrito de Santa Rita do Pontal e o transfere para a jurisdição da Vila Bela de Morrinhos, desvinculando-se do Arraial de Campinas e da cidade de Bonfim (Silvânia). Isso incluiu a transferência tanto da assistência religiosa, anteriormente prestada pela paróquia de Campininha das Flores (Campinas), quanto da administração, subordinada ao município da cidade de Bonfim.         |

- Administrativamente: o surgimento do lugarejo do Pontal (por volta de 1830) se deu subordinado a Bonfim (Silvânia), ficando sob essa jurisdição por um período de 34 anos, até 1875, quando passa a Vila Bela de Morrinhos.
- Eclesiasticamente: a Capela de Santa Rita do Pontal esteve sob a jurisdição sinodal de Campininha das Flores (Campinas) desde sua oficialização em 1853 até 1874 (aproximadamente 22 anos), quando passou a integrar a freguesia religiosa da Vila Bela de Morrinhos, permanecendo por um período de 60 anos, até sua emancipação. Neste contexto, foi criado o distrito de Pontalina sendo este também colocado sob a administração de Morrinhos.

#### Influência de Uberaba
A economia de Uberaba, consolidada como um importante centro comercial e salineiro a partir da década de 1830, exerceu grande influência na economia regional, incluindo Itumbiara, Goiatuba, Morrinhos e Pontalina. O comércio de sal e manufaturados era dominado por comerciantes uberabenses, que ditavam os preços e controlavam as rotas comerciais que abrangiam o triângulo mineiro e o sul goiano. Rosa (2024), comenta essa fase através do relato o senhor João do Vico, um velho carreiro de Pontalina, então com 86 anos, em uma conversa informal, em 2002. Segundo o pesquisador, o velho carreiro
contou que seu pai, na virada do século XIX, possuía um pequeno engenho nos arredores de Santa Rita do Pontal. Lá, produzia cachaça e açúcar mascavo (rapadura), que levava para vender em Uberaba ou Araguari, de onde também trazia tecidos, querosene, sal e arame. As viagens de carro de boi até Uberaba duravam 40 dias, e até Araguari, 30 dias, e eram feitas no período da seca, devido às precárias condições das estradas e à ausência de pontes para cruzar rios e ribeirões ao longo do trajeto. Ele afirmou que nessas travessias, usavam-se balsas, sendo a maior concentração de balseiros no porto de Santa Rita (ROSA, 2024, p.42).
A instalação de rotas e caminhos, seguida pela construção de estradas, possibilitou a integração da bacia do Paranaíba, com Uberaba assumindo a liderança e Morrinhos como uma de suas parceiras no sul goiano. Em 1871, a construção da estrada ligando Uberaba a Morrinhos e, por sua vez, a Vila do Alemão (atualmente Palmeiras de Goiás), a pedido de comerciantes uberabenses, destaca a influência econômica de cidade na região. Essa via, juntamente com outras estradas auxiliares construídas pelas comunidades locais, como como a que ligou Pontalina a esse trajeto, facilitou a conexão do povoado às rotas comerciais, impulsionando seu desenvolvimento.

### Mito originário da doação de terras

#### Versão oficial
A versão mais difundida, baseada em documentos históricos como a Certidão Pública extraída dos autos de divisão da Fazenda São Lourenço, aponta Justiniano José Machado e sua esposa, Felicidade Alves de Rezende, como os doadores de uma área de aproximadamente 200 alqueires para a Igreja Católica em 3 de maio de 1841. Essa doação permitiu a conversão do rancho de oração em capela de taipa de mão o que elevou o povoado à categoria de Patrimônio de Santa Rita do Pontal.
A Certidão Pública extraída dos autos de divisão da Fazenda São Lourenço deixa claro que:

"[...] às folhas 16, do livro 3-B, [...] consta o registro do teor seguinte [...]. Denominação: Patrimônio de Santa Rita. [...] Um terreno contendo a área de mais ou menos 20 alqueires no perímetro urbano e 59 alqueires no perímetro suburbano. Adquirente: Patrimônio de Santa Rita, hoje Diocese de Itumbiara. Transmitente: Justiniano José Machado e sua mulher Dª. Felicidade Alves de Rezende. [...]" (ROSA, 2024, p. 61).

#### Narrativa oral
Uma narrativa oral, mencionada por Antonieta (2006), atribui a doação das terras a Justo José de Magalhães, supostamente em agradecimento a Santa Rita pela cura de sua esposa. Essa versão, no entanto, é contestada, pois não encontraram registros documentais que a sustentem. A ausência de documentos e a incongruência temporal da narrativa oral (o nascimento de seu filho Macário em 1873 sugere que o casal Magalhães chegaram a capela do Pontal depois da doação) indicam que provavelmente chegaram após a construção da Igrejinha Velha, possivelmente por volta de 1870.
O argumento de mito originário do Pontal, que atribui aos Magalhães o papel de donatários, não diminui a significativa contribuição histórica desse casal na consolidação do patrimônio. Porém, é essencial aplicar um senso crítico ao tentar atribuir uma única vertente — religiosa ou familiar — à historicidade de um local. Tanto os Magalhães (Macários) quanto os Machados ou quaisquer outras famílias não citada que viveram no lugar no oitocentista desempenharam papéis importantes na constituição do patrimônio de Santa Rita do Pontal. Donatários ou meramente moradores, colaboraram, a seu modo, para o crescimento de Pontalina, e seus nomes estão gravados na memória histórica (ROSA, 2024, p. 61). 

#### Motivações para a doação e o papel da Igreja
A doação de terras para a Igreja, mais do que um ato de fé, era uma prática comum na época, motivada por diversos fatores. No caso do Pontal, a doação, visava consolidar o povoado, garantir a posse da terra pelos primeiros posseiros (Lei do Padroado), a criar assim, um ponto de referência para população local, onde a igreja assumia a questão cartorial do estado. A Igreja Católica, por meio desse sistema, exercia forte influência na administração provincial, atuando como agente organizador do espaço evitando possiveis contenda com novos posseiros.
Alencar (1993) esclarece que na época, em todo território da província de Goiás, a introdução do Registro Paroquial, conhecido “Registro do Vigário”, representou um marco importante. Nesse contexto, a responsabilidade de documentar as terras foi atribuída aos párocos, embora fosse reconhecido que esses registros não conferiam direitos legais plenos de propriedade, visto que, a própria Província goiana, carecia de dados substanciais, refletindo o desconhecimento generalizado, tanto por parte das autoridades locais e provinciais quanto do Governo Imperial, sobre a realidade fundiária do estado (ALENCAR, 1993, p. 124);

### Pontalina no início do século XX
No início do século XX, o distrito de Santa Rita do Pontal fazia parte do município de Morrinhos, conforme registrado no Recenseamento Geral de 1920. Naquela época, a localidade começava a desenvolver condições para alcançar autonomia política e administrativa, um processo que se intensificou por volta de 1935. Esse movimento em direção à emancipação foi impulsionado pela política de modernização e descentralização promovida pelo governo de Getúlio Vargas, assim como pelo governador de Goiás, Pedro Ludovico.
Um dos principais líderes locais, o Sr. Onofre Gonçalves de Andrade, teve um papel determinante nesse processo. Ele não apenas liderou o movimento pela emancipação, mas também arcou com as despesas necessárias para a criação do novo município. Com isso, através do Decreto-lei nº 329, de 2 de agosto de 1935, o distrito foi elevado à categoria de Vila, separando-se oficialmente de Morrinhos. A Vila de Santa Rita do Pontal foi instalada formalmente em 1º de janeiro de 1936.
Poucos anos depois, em 31 de outubro de 1938, por meio do Decreto-lei nº 1233, a Vila de Santa Rita do Pontal foi elevada à categoria de cidade, recebendo o nome de Pontalina. Esse reconhecimento marcou uma etapa importante no desenvolvimento da região. Em 1947, o município de Pontalina conquistou mais um passo significativo em sua trajetória ao desmembrar-se da comarca de Morrinhos, passando a ter sua própria comarca, conforme previsto no artigo 8º do Ato das Disposições Transitórias. Esse avanço consolidou a autonomia jurídica e política da cidade, garantindo maior representatividade e infraestrutura para a população local.

## Geografia

### Hidrografia e a sua influência no nome da cidade
A cidade de Pontalina é marcada pela presença de três cursos d'água que contribuíram para a formação de sua paisagem. Dois desses cursos, de menor vazão, foram gradualmente integrados à malha urbana, enquanto o terceiro, o Ribeirão Mateiro, ainda atravessa a porção sul da cidade. Esses corpos hídricos, conhecidos como Córrego Lava-pé, Córrego Rola-bosta (nome popular) e Ribeirão Mateiro, definem a região denominada "pontal," que deu origem ao nome da cidade. Assim, o termo "pontalina" pode ser entendido como "filhos do pontal", "oriundos da localidade do pontal", ou ainda, "aquele que nasceu no pontal".

### Clima
A cidade apresenta um clima tropical com estação seca, sendo caracterizada por verões quentes e úmidos, enquanto os invernos são mais amenos e marcados por baixa pluviosidade.
As temperaturas ao longo do ano mantêm-se elevadas, com variações entre os períodos mais quentes e frios. Durante a estação quente, que ocorre entre agosto e outubro, as temperaturas máximas frequentemente ultrapassam os 32 °C, atingindo picos médios de 33 °C em outubro, que é o mês mais quente. No inverno, entre maio e julho, as temperaturas são mais amenas, com máximas diárias em torno de 29 °C em junho, considerado o mês mais frio, e mínimas que podem chegar a 15 °C.
| Mês       | Temperatura média (°C) | Temperatura mínima (°C) | Temperatura máxima (°C) | Chuva (mm) | Umidade (%) | Dias chuvosos (d) | Horas de sol (h) |
| --------- | ---------------------- | ----------------------- | ----------------------- | ---------- | ----------- | ----------------- | ---------------- |
| Janeiro   | 24.2                   | 20.7                    | 28.4                    | 233        | 77%         | 16                | 9.3              |
| Fevereiro | 24.2                   | 20.5                    | 28.7                    | 181        | 77%         | 15                | 9.5              |
| Março     | 24.0                   | 20.4                    | 28.5                    | 172        | 78%         | 15                | 9.0              |
| Abril     | 23.7                   | 19.4                    | 28.6                    | 74         | 70%         | 8                 | 9.4              |
| Maio      | 22.5                   | 17.4                    | 28.1                    | 19         | 60%         | 2                 | 9.6              |
| Junho     | 21.9                   | 16.4                    | 27.8                    | 14         | 54%         | 1                 | 9.6              |
| Julho     | 22.0                   | 16.4                    | 28.0                    | 9          | 47%         | 1                 | 9.8              |
| Agosto    | 22.2                   | 17.8                    | 28.3                    | 10         | 38%         | 1                 | 9.6              |
| Setembro  | 24.0                   | 20.5                    | 30.6                    | 32         | 40%         | 3                 | 10.4             |
| Outubro   | 26.3                   | 21.4                    | 32.4                    | 100        | 52%         | 11                | 10.4             |
| Novembro  | 24.5                   | 20.8                    | 29.2                    | 186        | 72%         | 16                | 9.5              |
| Dezembro  | 24.2                   | 20.7                    | 28.5                    | 223        | 77%         | 17                | 9.3              |

## Economia
Pontalina possui uma economia diversificada, com destaque para a agropecuária e a indústria de confecções. O Produto Interno Bruto (PIB) do município é de aproximadamente R$ 717,2 milhões, sendo que 46,5% desse valor é originado da agropecuária. 
A cidade é reconhecida como um importante polo de confecção de roupas íntimas, atendendo aos mercados local, estadual, nacional e, em algumas confecções, até internacionalmente.  Além disso, o Distrito Agroindustrial de Pontalina abriga empresas dos setores alimentício, da construção civil e do agronegócio, contribuindo para a diversificação econômica e o desenvolvimento regional.

## Religiosidade

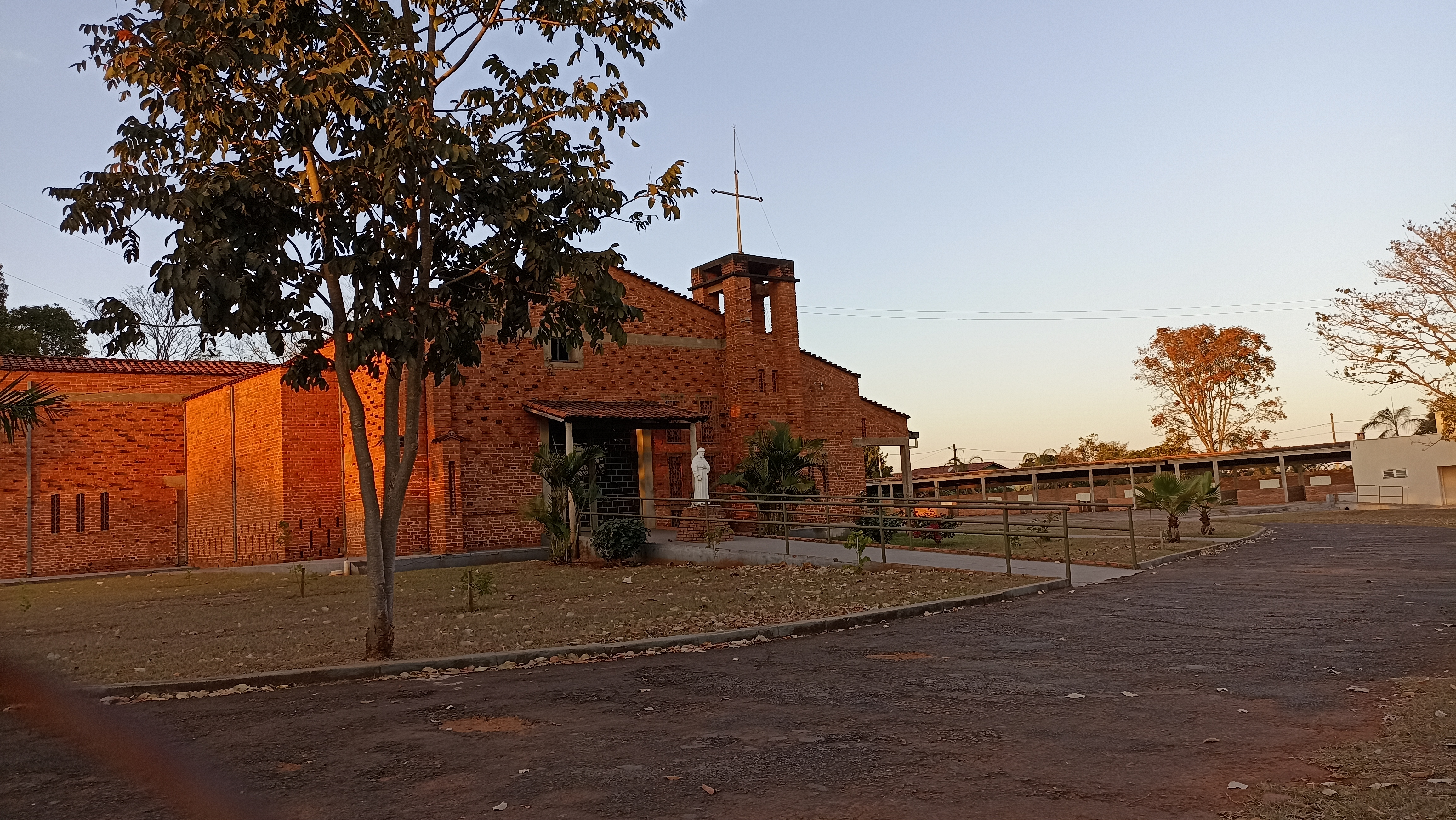
Igreja São Francisco de Assis - Pontalina

A religiosidade desempenha um papel central na história e na vida comunitária da cidade. A devoção à Santa Rita de Cássia, padroeira do município, permanece intensa, com festividades religiosas tradicionais mantidas ao longo dos anos,  como a Festa de Santa Rita de Cássia, popularmente conhecida como Festa de Maio, que celebra a padroeira com missas, procissões e atividades culturais. 
Em 2023, ano em que a festa em louvor a Santa Rita alcançou sua 68ª edição, a lei estadual nº 22.168 foi sancionada, incluindo a celebração no calendário cívico-cultural e turístico de Goiás, reconhecendo sua significância para a comunidade local e regional.

## Comunicação
Pontalina conta com 4 meios de comunicação, são eles: TV Anhanguera Itumbiara, TV Serra Dourada, TV Brasil Central, e uma rádio local Radio Fênix, que pode ser sintonizada na frequência 98,7 FM.

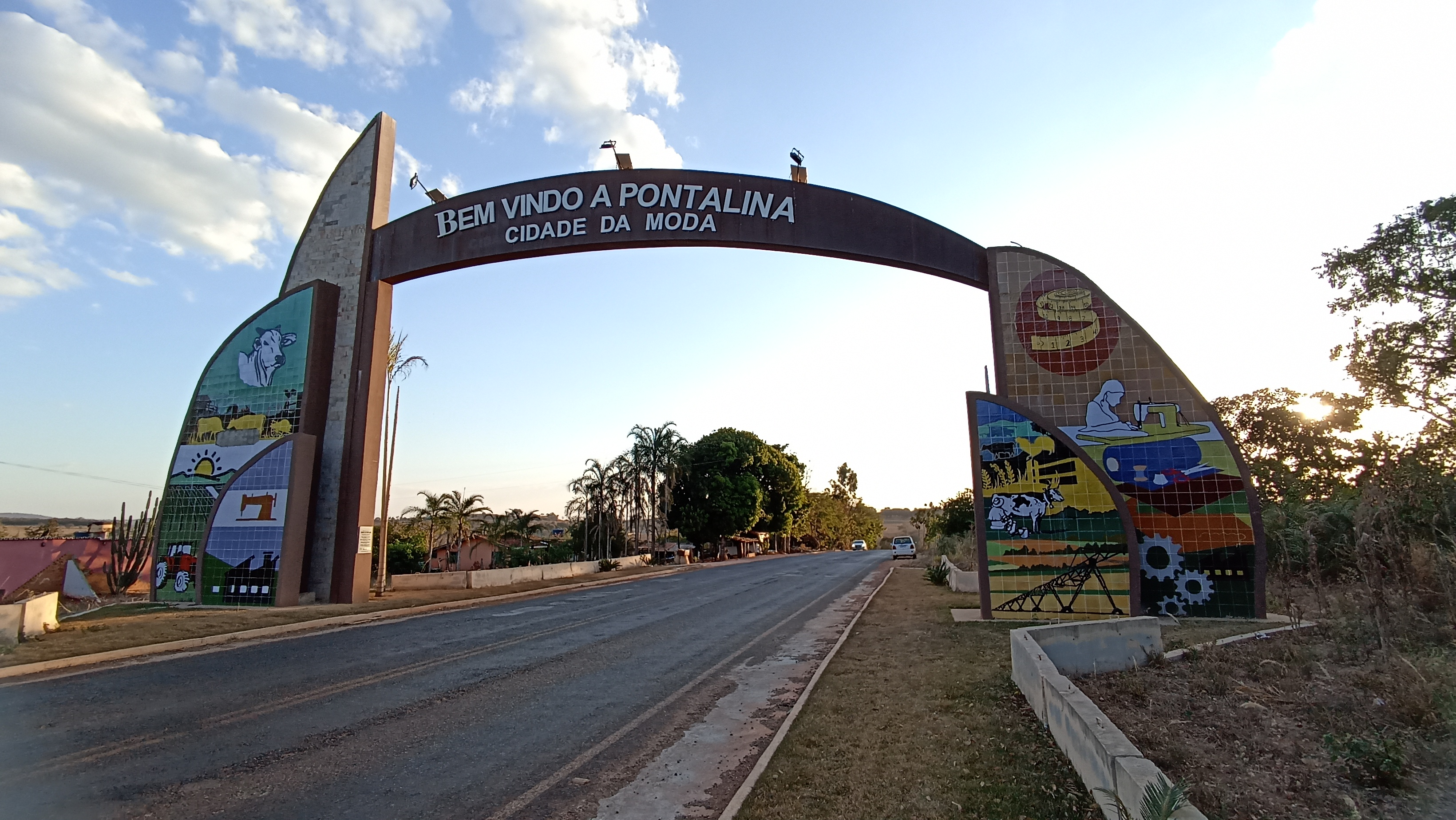
Portal de Entrada da Cidade - Pontalina